# Berit Spong
Berit Gustava Frideborg Spong, född 5 februari 1895 i Framnäs som ligger vid vägen från Skänninge in i Motala (Sveavägen 80) i Vinnerstads socken, Östergötlands län, död 14 juli 1970 på gården Tjälvesta i Snavlunda socken i Örebro län, var en svensk författare.

## Biografi
Efter några år i Vinnerstads kyrkskola gick Spong i Motala samskola där hon gjorde sig känd för sina uppsatser. Hennes tidiga dikter trycktes i en lokaltidning. Hon tog realexamen 1913 i Motala och studentexamen 1916 i Uppsala.
Spong blev fil. kand. i Uppsala 1920; hon studerade språk i Tyskland, Frankrike och Italien 1922–1923 och var lärare vid realskolor 1921–1925. Hon blev fil. mag. 1924. Spong var gift med rektorn fil. dr Bertil Malmrot.
De sista 20 åren bodde hon på Tjälvesta gård norr om Askersund.